# Robert Pearsall Smith
Robert Pearsall Smith (* 1. Februar 1827 in Philadelphia, Pennsylvania; † 17. April 1898 in London) war ein US-amerikanischer Unternehmer und von 1867 bis 1875 eine prägende Gestalt der Heiligungsbewegung (englisch: Holiness Movement) in den USA, England und in Deutschland. Er war verheiratet mit Hannah Whitall Smith (1827–1911), der Autorin von The Christian’s Secret of a Happy Life (deutsch: Das Geheimnis eines glücklichen Christenlebens), dem einflussreichsten Buch der Heiligungsbewegung, das seit 1870 bis heute über zwei Millionen Mal verkauft wurde. Zusammen mit dem methodistischen Pastor William Edwin Boardman und seiner Frau Hannah gilt er als Initiator und Mitbegründer der Keswick-Bewegung in England.

## Leben

### Ausbildung und Unternehmertum
Robert Pearsall Smith wurde am 1. Februar 1827 als Sohn des Bibliothekars John Jay Smith in eine Quäkerfamilie in Philadelphia geboren. Zur Ausbildung wurde er aufs Haverford College geschickt, das er 1844 ohne Abschluss abbrach. 1845
ging mit seinem Vater auf eine Schiffsreise nach Europa, so sie England, Irland, Schottland, Frankreich, die Schweiz, Deutschland und Belgien besuchten und sich auch über die neusten Druckverfahren informierten. Viele Personen seiner Familie waren als Buchhändler und Verleger tätig, auch er führte zuerst eine Buchhandlung für juristische Literatur. Aufgrund erhöhter Nachfrage für Karten begann er mit seinem Vater und seinem Bruder Lloyd 1846 historische Dokumente und Landkarten des ersten Lithographen Philadelphias, Peter S. Duval, zu produzieren, weil der Vater die Rechte für lithographische Kopien erwerben konnte. 1848 bis 1849 verband er sich mit Isaac Jones Wistar zur Firma Smith & Wistar. Er arbeitete mit den Graveuren und Koloristen George Worley, Benjamin Matthias, William Bracher, George Eimerman, F. Fuchs und Jacob Brunner zusammen. 1857 bis 1865 tat er sich mit dem schweizerisch-amerikanischen Graveur Frederick Bourquin unter dem Namen F. Bourquin and Company zusammen, ging jedoch mit dem Beginn des Sezessionskriegs 1861 bankrott.
Gleichzeitig arbeitete er als Vertreter für die Whitall-Tatum-Glasfabrik in Glasstown (Pennsylvania) und heiratete im Juni 1851 Hannah Whitall, die Tochter des Fabrikbesitzers John Whitall. Das Ehepaar ließ sich zuerst in Germantown (Philadelphia) nieder, als Familie zogen sie 1857 in die Innenstadt Philadelphias, um weniger reisen zu müssen und näher bei seinem Unternehmen zu sein.

### Bekehrung und Berufung zum Prediger der Heilungsbewegung
1857 starb die fünfjährige Tochter Nelly, was Smith erschütterte und seine Frau geistlich suchend machte. 1858 bekehrten sich beide, und er besuchte zuerst eine presbyterianische Kirche, und später mehrheitlich methodistische Gottesdienste und Bibelstunden. 1865 zogen sie nach Millville in New Jersey, wo Robert Pearsall Smith die Direktion der dortigen Whitall-Glasfabrik übernahm. In dieser Zeit kam es unter den Arbeitern der Fabrik zu einer religiösen Erweckung durch methodistische Heiligungsprediger, und Robert interessierte sich zunehmend für die aufkommende Heiligungsbewegung. 1867 besuchte er die Camp Meetings der National Camp Meeting Association for the Promotion of Christian Holiness in Vineland (New Jersey), in Manheim (Pennsylvania) und zusammen mit seiner Frau in Round Lake (New York), die von Pastor John Inskip geleitet wurden. Das führte beim Ehepaar zu Erfahrungen einer Taufe mit dem Heiligen Geist und tiefer Heiligung. Sie gelangten dadurch zu der Überzeugung einer möglichen „Heiligung durch den Glauben“, d. h. einer tiefgreifenden und dauerhaften Überwindung von sündigen Verhaltensweisen, was sie 1870 in dem einflussreichen Buch Holiness through Faith beschrieben. Die Smiths schlossen sich nun dem Pastor William Edwin Boardman (1810–1886) an, einem Begründer der Heiligungsbewegung und Verfasser des Buches The Higher Christian Life, das er 1858 geschrieben hatte. Dieser führte Smith bei der Bewegung als Laienprediger ein, worin er zunehmend Begabung zeigte und Resonanz fand. Mit Boardman, Edgar Levy und Charles Cullis wurde er nun zu den führenden Personen der amerikanischen Heiligungsbewegung. 1872 starb sein ältester Sohn Franklin mit nur acht Jahren, und Smith erlitt kurz darauf einen Nervenzusammenbruch, der zu einer depressiven Phase führte.

### Heiligungsprediger in England, Deutschland und in der Schweiz
Als Boardman nach England übersiedelt war, folgte ihm Smith im Februar 1873, wo sie gemeinsam auf Heiligungskonferenzen als Redner auftraten. Im September des gleichen Jahres besuchten sie mit Gleichgesinnten die Berge bei Chamonix und dann Samuel Zeller in Männedorf, der ihm die Hände auflegte, was ihm vorübergehend Linderung seiner schmerzhaften Erkrankung verschaffte. Im Januar 1874 reiste seine Frau Hannah etwas widerwillig mit den Kindern auch nach London und Cambridge. William Cowper-Temple stellte sein Gelände für die Broadlands-Konferenz in Langley zur Verfügung, die vom 17. bis 23. Juli 1874 mit ungefähr hundert Teilnehmern draußen stattfand und den amerikanischen Camp Meetings nachempfunden war. Vom 29. August bis 7. September 1874 organisierten und leiteten Smiths das „Oxford Union Meeting for the Promotion of Scriptural Holiness“ mit etwa 1000 Teilnehmern. Nebst ihnen leiteten auch William Edwin Boardman, Asa Mahan, Théodore Monod und Henry Varley die Bibelarbeiten und die Gebetstreffen, die zu einer tieferen Hingabe an Gott und zur Geistestaufe führen sollten. Hierbei nahmen auch eine Reihe von späteren Führern der deutschen Gemeinschaftsbewegung teil, wie z. B. Carl Heinrich Rappard, Otto Stockmayer und Theodor Jellinghaus. Diese luden Smith zu einer Vortragsreise durch Deutschland und die Schweiz ein.
Im April und Mai 1875 predigte er in überfüllten Kirchen in Berlin, Basel, Zürich, Karlsruhe, Korntal, Stuttgart, Frankfurt, Heidelberg und Barmen. In Berlin wurde er vom Hofprediger Wilhelm Baur eingeladen, wozu etwa je 2000 Zuhörer erschienen. An vielen Orten wurde er dabei von Friedrich Wilhelm Baedeker übersetzt. Mit seiner Predigt in Heidelberg beeinflusste er den Theologen Georg Ziegler maßgeblich für dessen spätere Missionarstätigkeit in China. In Karlsruhe komponierte der Methodist Ernst Gebhardt am 15. April 1875 das berühmteste Lied der Heiligungsbewegung, das den einzigen deutschsprachigen Satz vertonte, den Pearsall Smith Abend für Abend in die Versammlungen rief: „Jesus errettet mich jetzt“. Diese Reise wurde später als „Triumphreise“ bezeichnet, denn bis zu 6000 interessierte Personen kamen an die jeweiligen Treffen. Im Zuge dieser Reise kam auch der junge Konfirmand und spätere Erweckungsprediger und Bibelübersetzer der Miniaturbibel Franz Eugen Schlachter zum Glauben. Auch die Heilsarmeeoffizierin Anna von Wattenwyl berichtet in ihrem Buch Einige Erinnerungen aus meinem Leben von den Auswirkungen der Veranstaltungen von Smith.
Vom 29. Mai bis 7. Juni 1875 fand im englischen Brighton die größte Heiligungskonferenz unter der Leitung von Smith statt. Unter den 6000 bis 8000 Besuchern waren auch 200 aus Deutschland, darunter 50 Pastoren, und die Konferenz war ein großer Erfolg. Bereits im Vorfeld der Konferenz hatte Smith lehrmäßige Differenzen mit Stephenson Arthur Blackwood (1832–1893), dem Gründer der Civil Service Prayer Union. Zwei Wochen nach der Konferenz kamen Gerüchte auf, dass Smith ein seelsorgerliches Gespräch mit einer jungen Frau alleine in einem Zimmer geführt habe, was damals in England als sexuelle Begegnung gedeutet wurde. Die Rednertätigkeit von Hannah und ihre Tendenz zur Allversöhnung wurde schon vorher bemängelt. Die gemachten Vorwürfe konnten letztlich nie ganz geklärt werden, aber Robert war durch Überanstrengung und den Skandal ganz krank geworden und dem Ehepaar Smith wurde durch die Vorkommnisse jede weitere Wirksamkeit in England und in Kontinentaleuropa unmöglich gemacht. So reisten sie am 14. Juli von Nordwales nach Philadelphia ab.

### Rückzug aus der Heiligungsbewegung und Alter
Robert Pearsall Smith kehrte im Herbst 1875 als gebrochener und depressiver Mann wieder nach Germantown bei Philadelphia zurück. Sein Schwiegervater ließ ihn wieder bei seiner Firma Whitall-Tatum arbeiten. In der Folgezeit sagte er sich schließlich ganz vom christlichen Glauben los und wurde Agnostiker. 1876 vermittelte sein Freund Charles Cullis ihm und seiner Frau den Predigtauftritt an einem Heiligungstreffen in Massachusetts, das zu seiner Rehabilitation gedacht war. Obwohl die Veranstaltung ein Erfolg war, verstärkten sich die Zweifel bei Smith, weil er ohne inneres Mitgehen gepredigt hatte. Seine Frau und er zogen sich danach endgültig von der Heiligungsbewegung zurück, und er hörte auf zu predigen. 1877 starb sein Schwiegervater, das Erbe an der Firma Whitall-Tatum ermöglichte dem Ehepaar ein materiell sorgenfreies Leben, und er unternahm Reisen und unterstützte Künstler, Schriftsteller und Intellektuelle. Aber die Ehe war durch seine psychische Erkrankung und den Skandal zerrüttet worden und wurde vor allem aus finanziellen Gründen aufrechterhalten. Angeblich hatte er 1882 eine Affäre mit einer anderen Frau. Im gleichen Jahr befreundete er sich mit dem Dichter Walt Whitman (1819–1892) und organisierte für ihn am 14. April 1887 einen großen Empfang in New York.
In den Jahren 1888 oder 1889 siedelte Robert Pearsall Smith mit seiner Familie nach London über, wo sich seine Tochter Mary inzwischen mit dem irischen Anwalt Frank Costelloe verheiratet und niedergelassen hatte. Robert Pearsall Smith und Whitman blieben in Briefkontakt. Bis zum Lebensende blieb er enttäuscht, depressiv und fand keinen wirklichen Bezug mehr zum christlichen Glauben, wiewohl er ihn ab und zu mimte, und er starb nach einer längeren Influenza-Erkrankung in London am 17. April 1898.
Seine Impulse aus den Jahren 1874 bis 1875 aber wirkten fort und waren mitentscheidend für die Entstehung und Prägung der deutschen Gemeinschaftsbewegung sowie der späteren Oxford-Gruppenbewegung von Frank Buchman.

## Familie
1851 heiratete Robert Pearsall Smith Hanna Whitall. Gemeinsam hatten sie sechs Kinder, Eleanor Smith, genannt Nelly (1852–1857); Franklin (1854–1872); die Kunsthistorikerin Mary (1864–1945), die in zweiter Ehe mit dem Kunsthistoriker Bernard Berenson verheiratet war; der Schriftsteller Logan Pearsall Smith (1865–1946); Alys (1867–1951), die spätere erste Ehefrau des britischen Mathematikers und Philosophen Bertrand Russell. 1873 kam die Tochter Rachel zur Welt, die jedoch kurz nach der Geburt starb.
Der Sohn Logan Pearsall Smith schrieb 1938 als 73-Jähriger seine Erinnerungen auf und kann daher als Augenzeuge der Ereignisse im Elternhaus und in der Heiligungsbewegung angesehen werden.

## Theologische Lehre und Praxis
Pearsall Smith war kein ausgebildeter Theologe, jedoch eine schillernde Persönlichkeit und ein begabter, emotionaler und gewinnender Redner. Seine allgemeine Bildung, seine gepflegten Umgangsformen und seine Geschäftstüchtigkeit förderten seine Auftritte als Prediger und machten ihn bis 1875 in England und Deutschland zur zentralen Figur der Heiligungsbewegung. Seine Predigten an den General Meetings waren sehr gut aufgebaut, und er verstand es, die Aufmerksamkeit der Zuhörer mit biblischen Geschichten und emotionalen Fragen zu gewinnen. In den sogenannten Conversational Meetings der Treffen pflegte er den Austausch mit den Teilnehmern und ging auf deren Anliegen ein. Seine Theologie der Heiligung war vor allem von seinen Erfahrungen geprägt. Er war zudem stark von den Predigern Phoebe Palmer, William Edwin Boardman, Asa Mahan und Charles Grandison Finney beeinflusst. Er rezipierte deren Heiligungslehre, die Sehnsucht nach einem geheiligten Leben durch Gott, die er an den National Camp Meeting Association kennengelernt, aufgenommen und danach selber überzeugend vertreten hatte. Durch eine willentliche Bekehrung und Glauben erfahre der Mensch die Rechtfertigung, Gerechtigkeit, Frieden und Freude Gottes.
Unter dem Begriff Higher Life (deutsch: Höheres Leben) erklärte und beschrieb er dann die späteren Phänomene der vollständigen Hingabe (englisch: entire consecration) der Person an Gott und die Geistestaufe (baptized with fire oder filled with the spirit), die zur Überwindung und zum Sieg über die Sünde (englisch: deliverance from sin) und zur völligen Heiligung führten. Hier folgte er weitgehend der Lehre von Asa Mahan, mit dem er 1875 in Brighton zusammengearbeitet und die dieser in seinem Buch The baptism of the Holy Ghost (deutsch: Die Taufe des Heiligen Geistes) festgehalten hatte. Erst eine solche Erfahrung führe von der Sünde, einer egoistischen Lebensweise und von einem gesetzlichen Glaubensverständnis weg und hin zum Verweilen in Christus (abinding in Christ), zur Glaubensruhe (the rest in faith), zur vollständigen Errettung (full salvation) und zum Wandel im Geist (walking in the spirit). Bei Pearsall Smith waren dies fast austauschbare Begriffe, die eine gewisse Unschärfe aufwiesen und die er in seinen Schriften Holiness through faith (1870) und Walk in the light (1873) entfaltet hatte.

## Schriften (Auswahl)
- Holiness through faith: light on the way of holiness, Anson D.F. Randolph & Co., New York 1870.
  - Die Heiligung durch den Glauben: Dargestellt nach den Aussprüchen der heiligen Schrift und beleuchtet durch Mittheilungen persönlicher Lebenserfahrungen von R. Pearsall Smith, C. F. Spitteler, Basel 1875.
- Walk in the light. To those who have entered into "The Rest of Faith", London 1873.
- Hymns selected from Faber, W. Isbister & Co., 1874.
- Account of the Union Meeting for the Promotion of Scriptural Holiness. Held at Oxford August 20 to September 7, 1874, London 1874.
  - Segenstage in Oxford. Reden gehalten bei den Versammlungen vom 29. Aug. bis 7. Sept. 1874, Basel 1874.
  - Brosamen aus den Allianz-Versammlungen in Basel vom 4. bis 11. April 1875, Spittler, Basel 1875.
  - Das Geheimnis des Sieges, Karlsruhe 1875.
  - Das Lamm Gottes. Rede von R. Pearsall Smith gehalten am 2. Mai 1875, Nachmittags 5 Uhr, im Elberfelder Vereinshaus, Elberfeld 1875.
  - R. Pearsall Smith’s Reden. Mit einleitenden Ansprachen von Prof. Dr. Christlieb, Dr. Fabri, Pastor Lichtenstein, Pastor Müller und Pastor Rogge, H. Klein, Barmen 1875.